# Vista explodida

Desenho da vista explodida de uma bomba de engrenagem.

Uma vista explodida, também chamada de perspectiva explodida, é um diagrama, imagem ou desenho técnico, que mostra uma relação ou sequência de montagem de diversas peças de um conjunto de algo manufaturado.
Mostram-se os componentes de um objeto ligeiramente separados por uma distância, ou suspensos no espaço circundante, no caso de um desenho tridimensional, sendo isso a vista explodida. O objeto é representado como se tivesse havido uma pequena “ explosão” controlada com suas partes como que emanando do centro do objeto. Essas partes do objeto ficam separadas por distância semelhantes de seus locais originais (depois da montagem).
A vista explodida é usada em catálogos de partes, montagem, manutenção e em outras instruções técnicas. As perspectivas explodidas de conjuntos servem também para atender àqueles que não têm o domínio da leitura das vistas ortográficas normais. Como norma, os componentes representados deverão ser dispostos segundo a ordem de montagem.

## Generalidades

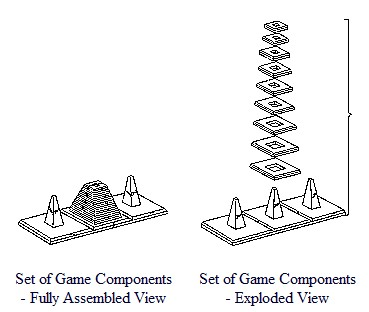
Totalmente montado e vista explodida em um desenho da patente

Um desenho em vista explodida é usado para mostrar a montagem de peças mecânicas e até outras. Mostra todas as partes do conjunto e como eles se encaixam. Geralmente em sistemas mecânicos os componentes mais próximos do centro são montados em primeiro lugar, ou é a parte principal no qual as outras partes serão montadas. Tal desenho também pode ajudar a representar a desmontagem de peças, onde as peças mais distantes do centro normalmente são removidas primeiro.
Diagramas explodidos  são comuns em manuais descritivos mostrando a colocação de peças, ou peças contidas em uma montagem ou sub-montagem. Normalmente tais diagramas têm o “part-number” de identificação e uma etiqueta (tag) das peças indicando qual preenche cada posição particular no diagrama. Há aplicativos que podem criar automaticamente diagramas explodidos, como inclusive “gráficos de pizza”.
Em desenhos de patentes, uma vista explodida das partes separadas podem (é permitido e padrão) ter indicação numérica da sequência de montagem.
As vistas explodidas também podem ser usadas em um desenho arquitetônico, numa apresentação de projeto paisagístico. Tais vistas explodidas podem criar uma imagem de que os elementos estão voando pelo ar acima da planta arquitetônica, quase como numa pintura cubista. Os locais de fixação podem ser sombreados ou pontilhados.

## História

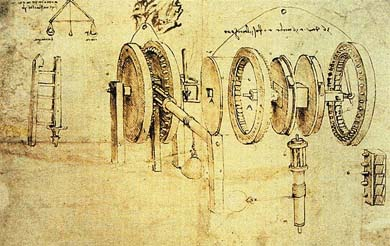
Vista explodida - Leonardo da Vinci

Juntamente com os desenhos em corte, a vista explodida foi uma das muitas invenções gráficas do Renascimento que foram desenvolvidas para esclarecer a representação pictórica de uma forma naturalista renovada. A vista explodida pode ser rastreada até os cadernos de  Mariano Taccola (1382-1453), tendo sido aperfeiçoada por Francesco di Giorgio (1439-1502) e Leonardo da Vinci  (1452-1519).
Um dos primeiros exemplos claros de uma vista explodida foi criado por Leonardo no seu desenho de uma máquina de movimento alternativo. Leonardo aplicou esse método de apresentação em vários outros estudos, incluindo os de anatomia humana.
A expressão "vista explodida" surgiu na década de 1940  e foi também definida em 1965 como "ilustração tridimensional (isométrica), que mostrava as relações de posicionamento de peças, subconjuntos e conjuntos maiores. Também pode mostrar as sequência de montagem ou desmontagem de peças em detalhe."

## Tipos de vista explodida
- Cavaleira
- Dimétrica
- Isométrica
- Trimétrica
- Vista em corte